# Живопись по стеклу
Живопись по стеклу — технология создания мультипликационных фильмов. Суть метода в использовании медленно сохнущей масляной краски на стеклянной поверхности. Иногда используется гуашь, смешанная с глицерином.

## Мультфильмы
- Агамурад Аманов:
  - 2001 — Тузик
  - 2005 — Осень детства
- 2000 — Чёрная душа (Мартин Шартран)
- Витольд Герш:
  - 1961 — Малый вестерн / Mały western
  - 1964 — Красное и чёрное / Czerwone i czarne
  - 1967 — Конь / Koń
  - 1972 — Каскадёр / Kaskader
  - 1976 — Пожар / Pożar
- Алексей Караев:
  - 1986 — Добро пожаловать![1]
  - 1987 — Жильцы старого дома
  - 1992 — Я вас слышу
- 1976 — Улица (Каролин Лиф)
- Мио Сато:
  - 2016 — Лисий мех[2]
  - 2016 — Mob Psycho 100
- Наталья Орлова:
  - 1992 — Гамлет
  - 1994 — Ричард III
  - 1993 — Моби Дик[3]
- Александр Петров:
  - 1989 — Корова
  - 1992 — Сон смешного человека
  - 1997 — Русалка
  - 1999 — Старик и море[4]
  - 2003 — Зимние дни (участник)
  - 2006 — Моя любовь
- Жорж Швицгебель
  - 2004 — Человек без тени (L’homme sans ombre)[5]
  - 2008 — Ретушь (Retouches)[6]
- Владимир Самсонов:
  - 1979 — Зима[7]
  - 1981 — Блики[8]
  - 1981 — Контрасты[9]
  - 1981 — Контуры[10]
  - 1981 — Маскарад[11]
  - 1981 — Натюрморт[12]
  - 1981 — Реставрация[13]
  - 1981 — Солнышко[14]
  - 1981 — Улитка[15]
  - 1981 — Фокус[16]
  - 1981 — Цветомузыка[17]
  - 1981 — Шмель[18]
  - 1982 — Настроение[19]
  - 1982 — Пейзаж[20]
  - 1982 — Свидание[21]
  - 1982 — Сорока[22]
  - 1984 — Мотив[23]
  - 1984 — Ожидание[24]
  - 1985 — Миниатюры[25]
  - 1986 — Миниатюры-86[26]
- 1988 — MTV: Greetings From The World (Olive Jar Studios)
- 1967 — Песня о соколе (Борис Степанцев)[27]
- 1991 — Strings (Вэнди Тилби)
- «Петербург» и другие анимационные работы Ирины Евтеевой